# Dylan Wang
Wang Hedi (kinesiska: 王鹤棣; pinyin: Wáng Hè Dì), född den 20 december 1998, även känd under artistnamnet Dylan Wang, är en kinesisk skådespelare och sångare. Han är främst känd för sina huvudroller som Daoming Si i Meteor Garden (2018), Dongfang Qingcang i Love Between Fairy and Devil (2022) och Xu Qi’an i Guardians of the Dafeng (2024).

## Biografi

### Uppväxt och utbildning
Wang föddes i Leshan i Sichuan-provinsen i en familj där båda föräldrarna tidigare arbetat vid en lokal läkemedelsfabrik. Senare öppnade familjen en liten restaurang som sålde friterade köttspett. Från unga år visade Wang intresse för basket. Vid 14 års ålder flyttade han till Chengdu för att studera vid ett yrkesgymnasium, och fortsatte därefter vid Sichuan Southwest Vocational College of Civil Aviation med målet att bli flygvärd. År 2016 vann han den första upplagan av Sichuan Campus Celebrity Gala, ett evenemang organiserat på Weibo i samarbete med flera universitet.

### Karriär

#### 2017–2021: Debut och genombrott
År 2017 deltog Wang, då 18 år gammal, i talangtävlingen Super Idol på Youku, ledd av He Jiong. Efter att ha vunnit tävlingen påbörjade han sin karriär inom underhållningsindustrin.
Han debuterade som skådespelare i huvudrollen som Daoming Si i TV-serien Meteor Garden (2018), en nyinspelning av den taiwanesiska serien från 2001, baserad på den japanska shōjo-mangan Hana Yori Dango. Serien hade premiär i juli 2018 på Hunan Satellite TV i Kina och internationellt på Netflix.
Samma år deltog Wang i kändisbasketturneringen Super Penguin League på Tencent Video. I oktober blev han en av de fasta deltagarna i säsong två av Hunan TVs realityprogram The Inn. I september 2019 återvände han till Super Penguin Basketball Celebrity Game i Shanghai.
År 2019 fick han huvudrollen i den andra säsongen av fantasyserien Ever Night, som hade premiär i januari 2020. Han medverkade även i det kulturinriktade programmet The Summer Palace på Beijing Television och var fast deltagare i kändisgameshowen The Irresistible på Hunan TV.
År 2021 spelade han huvudrollen i det romantiska dramat The Rational Life tillsammans med Qin Lan, samt i fantasyserien Miss the Dragon.

#### 2022–nutid: Växande popularitet
I januari 2022 blev Wang medlem i Hi6 Group, värdgruppen för Hunan TVs lördagsprogram Hello, Saturday, lett av He Jiong. Han var även fast deltagare i säsong två av realityprogrammet Wonderland. I juli samma år medverkade han i Douyins urban exploration-serie All Out Action, samt i sportrealityprogrammet Basketball Buddies, ett samarbete mellan NBA China och Kuaishou.
Wang spelade därefter huvudrollen som Dongfang Qingcang i xianxia-dramat Love Between Fairy and Devil från iQiyi, som hade premiär i augusti 2022. Serien gjorde honom nationellt känd, och hans följarskara på sociala medier ökade markant under sändningsperioden. I december 2022 lanserade Wang sitt eget modemärke, D.DESIRABLE, där han innehar 51 procent av aktierna.
Från slutet av 2022 till början av 2023 sändes det historiska dramat Unchained Love på iQiyi. Han medverkade även i komediserien Never Give Up, som också sändes på iQiyi i början av 2023. Perioddramat Youth in the Flames of War sändes på Jiangsu Television tre år efter att inspelningen avslutats. Hans romantiska dramaserie Only for Love hade premiär på Mango TV och Hunan TV i november 2023.
Wang deltog i NBAs All-Star Celebrity Game 2024. I mars samma år meddelades det att han hade börjat spela in Youkus kriminaldrama Light to the Night tillsammans med Pan Yueming; produktionen avslutades i juni. Hans kostymkomediserie Guardians of the Dafeng, som började sändas i december 2024, nådde över 30 000 poäng på Tencent Videos popularitetsindex.
I januari 2025 hade Wangs dokumentärfiktion I Dreamed a Dream, regisserad av Wei Shujun, premiär på Rotterdams filmfestival. Hans science fiction-film Per Aspera Ad Astra, i regi av Han Yan, är planerad att ha premiär under 2025. I maj 2025 tillkännagavs att Wang spelar huvudrollen i det historiska dramat Live Long and Prosper.

## Filmografi

### Filma
| År   | Engelsk titel       | kinesisk titel | Roll                 | Ref.   |
| ---- | ------------------- | -------------- | -------------------- | ------ |
| 2023 | Look Up and See Joy | 抬头见喜       | Guo Wenhan / Guo Zai | [ 38 ] |
| 2025 | I Dreamed a Dream   | 青春梦         | Didi                 | [ 39 ] |
| 2025 | Per Aspera Ad Astra | 星河入梦       | Xu Tianbiao          | [ 35 ] |

### TV-serier
| År   | Engelsk titel                           | kinesisk titel | Roll                                  | Ref.   |
| ---- | --------------------------------------- | -------------- | ------------------------------------- | ------ |
| 2018 | Meteor Garden                           | 流星花园       | Daoming Si                            | [ 7 ]  |
| 2020 | Ever Night: War of Brilliant Splendours | 将夜2          | Ning Que                              | [ 40 ] |
| 2021 | The Rational Life                       | 理智派生活     | Qi Xiao                               | [ 41 ] |
| 2021 | Miss the Dragon                         | 遇龙           | Yuchi Longyan / Long Yuchi / Long Yan | [ 42 ] |
| 2022 | Love Between Fairy and Devil            | 苍兰诀         | Dongfang Qingcang                     | [ 32 ] |
| 2022 | Unchained Love                          | 浮图缘         | Xiao Duo                              | [ 25 ] |
| 2023 | Never Give Up                           | 今日宜加油     | Bai Mashuai                           | [ 27 ] |
| 2023 | Youth in the Flames of War              | 战火中的青春   | Cheng Jiashu                          | [ 28 ] |
| 2023 | Only for Love                           | 以爱为营       | Shi Yan                               | [ 43 ] |
| 2024 | Guardians of the Dafeng                 | 大奉打更人     | Xu Qi'an                              | [ 32 ] |
| TBA  | Light to the Night                      | 黑夜告白       | Ran Fangxu                            | [ 44 ] |
| TBA  | Live Long and Prosper                   | 咸鱼飞升       | Song Qianji                           | [ 37 ] |